# Rekonstrukcjonizm celtycki

Triskelion, jeden z głównych symboli rodzimowierstwa celtyckiego

Rekonstrukcjonizm celtycki (ang. Celtic Reconstructionism, CR), rzadziej rodzimowierstwo celtyckie lub celtyckie pogaństwo rekonstrukcjonistyczne (ang. Celtic Reconstructionist Paganism) – rekonstrukcjonistyczne podejście w obrębie celtyckiego neopogaństwa, przedkładające zgodność historyczną ponad eklektyzm, jaki można znaleźć w wielu formach neodruidyzmu. Jest to ruch dążący do rekonstrukcji i ożywienia we współczesnym celtyckim kontekście kulturalnym przedchrześcijańskich religii celtyckich.
Rekonstrukcjonizm celtycki swój początek wziął w dyskusjach toczonych pośród amatorskich badaczy i neopogan w połowie lat 80. XX wieku; na początku lat 90. przekształcił się w niezależną tradycję. Obecnie „celtyckie pogaństwo rekonstrukcjonistyczne” jest kategorią nadrzędną, z wieloma uznanymi pod-tradycjami lub wyznaniami.

## Geneza
Wraz ze wzrostem zasięgu i znaczenia kulturowego współczesnego pogaństwa, niektórzy Amerykanie o korzeniach europejskich uznali przedchrześcijańskie religie swoich przodków za godne odrodzenia, zaś badanie mitologii i folkloru za sposób osiągnięcia tego celu. Podczas gdy większość grup neodruidycznych w tym okresie interesowała się przede wszystkim „ożywianiem ducha tego, co uważali za praktyki religijne przedrzymskiej Brytanii”, rekonstrukcjoniści celtyccy skupili się wyłącznie na „odbudowie tego, co można poznać z istniejących zapisów historycznych”.
Wielu ludzi, którzy ostatecznie współutworzyli ruch rekonstrukcjonizmu celtyckiego, uczestniczyło w grupach neopogańskich w latach 70. i 80. Wiele debat w latach osiemdziesiątych miało miejsce podczas warsztatów i dyskusji na świętach i zjazdach pogańskich, a także na łamach pogańskich publikacji. Okres ten wraz z tymi grupami są określane retrospektywnie jako „proto-rekonstrukcjonizm celtycki” (ang. skrót proto-CR). Później, wraz z powstaniem Internetu pod koniec lat 80. i na początku lat 90., wiele z tych grup i osób nawiązało kontakt w sieci. Zaczął się okres nasilonej komunikacji, co doprowadziło do wzrostu ruchu.
Po raz pierwszy termin „rekonstrukcjonista celtycki”, użyty przez Kym Lambert ní Dhoireann w celu opisania konkretnego ruchu religijnego, a nie tylko stylu badań celtyckich, pojawił się drukiem w wydaniu Harvest Magazine z wiosny 1992 roku. Ní Dhoireann wskazuje Kathryn Price NicDhàna jako autorkę pojęcia „rekonstrukcjonisty celtyckiego”, jednak z kolei NicDhàna przypisuje swoje wcześniejsze użycie terminu jako prostą ekstrapolację użycia przez Margot Adler pojęcia „rekonstrukcjonistów pogańskich” w oryginalnym wydaniu Drawing Down the Moon z 1979 roku. Chociaż Adler poświęca miejsce kilku tradycjom rekonstrukcjonistycznym, żadna z wymienionych nie jest swoiście celtycka; w rozdziale jedynastym, opisując swoją grupę neodruidyczną New Reformed Druids of North America (NRDNA), Isaac Bonewits użył wyrażenia „eklektyczny rekonstrukcjonista”. Ostatecznie takie zestawienie pojęć stało się oksymoroniczne – we wspólnotach pogańskich/politeistycznych za rekonstrukcjonistyczne uznaje się tradycje wykluczające eklektyzm.
Wraz z rozwojem internetu w latach dziewięćdziesiątych, setki osób i grup stopniowo podejmowało dyskusje w sieci i w ramach pism, a ruch stał się kategorią nadrzędną, z wieloma uznanymi pod-tradycjami.

## Odłamy ruchu

### Tradycja ogólna
NicDhàna i ní Dhoireann stwierdziły, że wymyśliły termin „rekonstrukcjonista celtycki / rekonstrukcjonizm celtycki (CR)” w celu odróżnienia ich praktyk i wierzeń od tradycji eklektycznych, takich jak Wicca czy neodruidyzm. Wraz z upowszechnieniem w prasie neopogańskiej rekonstrukcjonizmu celtyckiego przez ní Dhoireann, a następnie jego używaniem w internecie przez te i inne osoby, określenie „rekonstrukcjonizm celtycki” zostało przyjętą nazwą dla tej rozwijającej się tradycji duchowej.

#### Tradycjonalizm gaelicki
Niektóre grupy, przyjmujące rekonstrukcjonizm celtycki w odniesieniu do starożytnego politeizmu gaelickiego, określają się mianem „tradycjonalistów gaelickich”. Zachowanie tradycji żyjących we współczesnych społecznościach gaelickich (i innych współczesnych społecznościach celtyckich) zawsze stanowiło priorytet rekonstrukcjonizmu celtyckiego. Jednakże zgodnie z The CR FAQ, istnieją pewne kontrowersje wokół używania terminu „tradycjonaliści gaeliccy” przez grupy spoza regionów Gaeltacht i Gáidhealtachd w Irlandii, Szkocji i Nowej Szkocji. Zdaniem Izaaka Bonewitsa częściowo jest to spowodowane tym, że „tradycjonaliści gaeliccy” są terminem używanym niemal wyłącznie przez celtyckich chrześcijan. W ujęciu Kym Lambert ní Dhoireann „tradycjonaliści gaeliccy” to „ci urodzeni i wychowani w żywych kulturach i [którzy] podtrzymują swoją kulturę, język i muzykę, a nie jakiekolwiek amerykańskie ugrupowania politeistyczne, które używały ich później”. The CR FAQ określa to, że większość rekonstrukcjonistów czuje się niezręcznie z wyborem innych rekonstrukcjonistów, by nazywać się „tradycjonalistami” ze względu na owe wcześniejsze wykorzystanie w obszarach gaelickojęzycznych, za sentyment wtórowany przez Bonewitsa. Zdaniem autorów The CR FAQ, mimo że rozbieżność co do terminologii prowadziła czasem do gorącej dyskusji, politeistyczni „tradycjonaliści” i „rekonstrukcjoniści” stosują to samo podejście do ich religii, ponadto generalnie utrzymane są dobre stosunki między założycielami obu ruchów.

### Pod-tradycje
Choć rekonstrukcjonizm celtycki był najwcześniej użytym określeniem i wciąż jest najbardziej rozpowszechniony, wraz z rozwojem ruchu popularyzowane były również inne nazwy dla podejścia rekonstrukcjonizmu celtyckiego, z różnym skutkiem. Niektóre grupy rodzimowierstwa celtyckiego poszukiwały w poszczególnych językach celtyckich bardziej specyficznej kulturowo nazwy dla tradycji ogólnej lub dla ich odmiany tradycji.

#### Pàganachd/Págánacht
Niektóre gaelicko zorientowane grupy wykorzystały gaelicki szkocki Pàganachd („pogaństwo”) lub wersję irlandzką, Págánacht. W jednym przypadku grupa gaelicko-politeistyczna na wschodnim wybrzeżu Stanów Zjednoczonych używała modyfikacji pojęcia gaelickiego jako Pàganachd Bhandia („Pogaństwo Bogini”).

#### Senistrognata
W 2000 roku IMBAS, organizacja rodzimowierców celtyckich z siedzibą w Seattle aktywna od końca lat 90. XX wieku do pierwszych lat XXI w., przyjęła nazwę Senistrognata, będącą „staroceltyckim” tłumaczeniem dla „dziadowskie zwyczaje” (ang. ancestral customs). Imbas jest staroirlandzkim słowem oznaczającym „inspiracja poetycka”. Organizacja „promuje ścieżkę duchową Senistrognaty, dziadowskich obyczajów ludów celtyckich. Jest to ścieżka otwarta dla pogan, chrześcijan, jak i agnostyków”.

### Inne
- Irlandzkie słowo oznaczające „politeizm”, ildiachas, jest używane przez co najmniej jedną grupę na zachodnim wybrzeżu Stanów Zjednoczonych jako Ildiachas Atógtha („zrekonstruowany politeizm”)[25][26].

## Rekonstrukcjonizm celtycki a neodruidyzm
Pomimo że między grupami neodruidzkimi a celtycko-rodzimowierczymi istnieją liczne powiązania i istnieje znaczny odsetek podwójnego członkostwa w ramach obu ruchów, różnią się one znacznie celami i metodologiami w swoim podejściu do celtyckich form religijnych. Rekonstrukcjoniści przywiązują dużą wagę do zgodności historycznej i tradycyjnych praktyk. Niektórzy neodruidzi wolą neopogańskie, eklektyczne podejście, skupiające się na „duchu tego, co według nich było praktyką religijną przedrzymskiej Brytanii”.
Niemniej jednak, niektóre grupy neodruidzkie (szczególnie Ár nDraíocht Féin (ADF), Zakon Bardów, Owatów i Druidów (ang. Order of Bards, Ovates and Druids, OBOD) oraz Krąg Keltrii (Henge of Keltria)) przyjęły podobną metodologię rekonstrukcji, przynajmniej w pewnym okresie. W szczególności ADF od dawna korzysta z technik rekonstrukcjonistycznych, ale przy tym jest krytykowana ze względu na swój pan-indoeuropejski zasięg, który może prowadzić do kombinacji nieceltyckich, takich jak „druidzi wedyjscy” czy „druidzi rzymscy”.
Istnieją również różnice terminologiczne, szczególnie w kwestii tego, co oznacza druid. Niektóre grupy neodruidów nazywają „druidem” każdego, kto interesuje się duchowością celtycką, a także odnoszą się do praktykowania jakiejkolwiek celtycko inspirowanej duchowości jako do „druidztwa”, podczas gdy grupy rekonstrukcjonistyczne zazwyczaj używają starszej definicji, postrzegając „druida” jako kulturowo specyficzną instytucję, wymagającą kilkudziesięciu lat treningów i doświadczenia, które osiąga tylko niewielka liczba praktykujących, a które muszą zostać nadane i zatwierdzone przez społeczność, której druid służy.